# Dominikanerkloster Mühlhausen

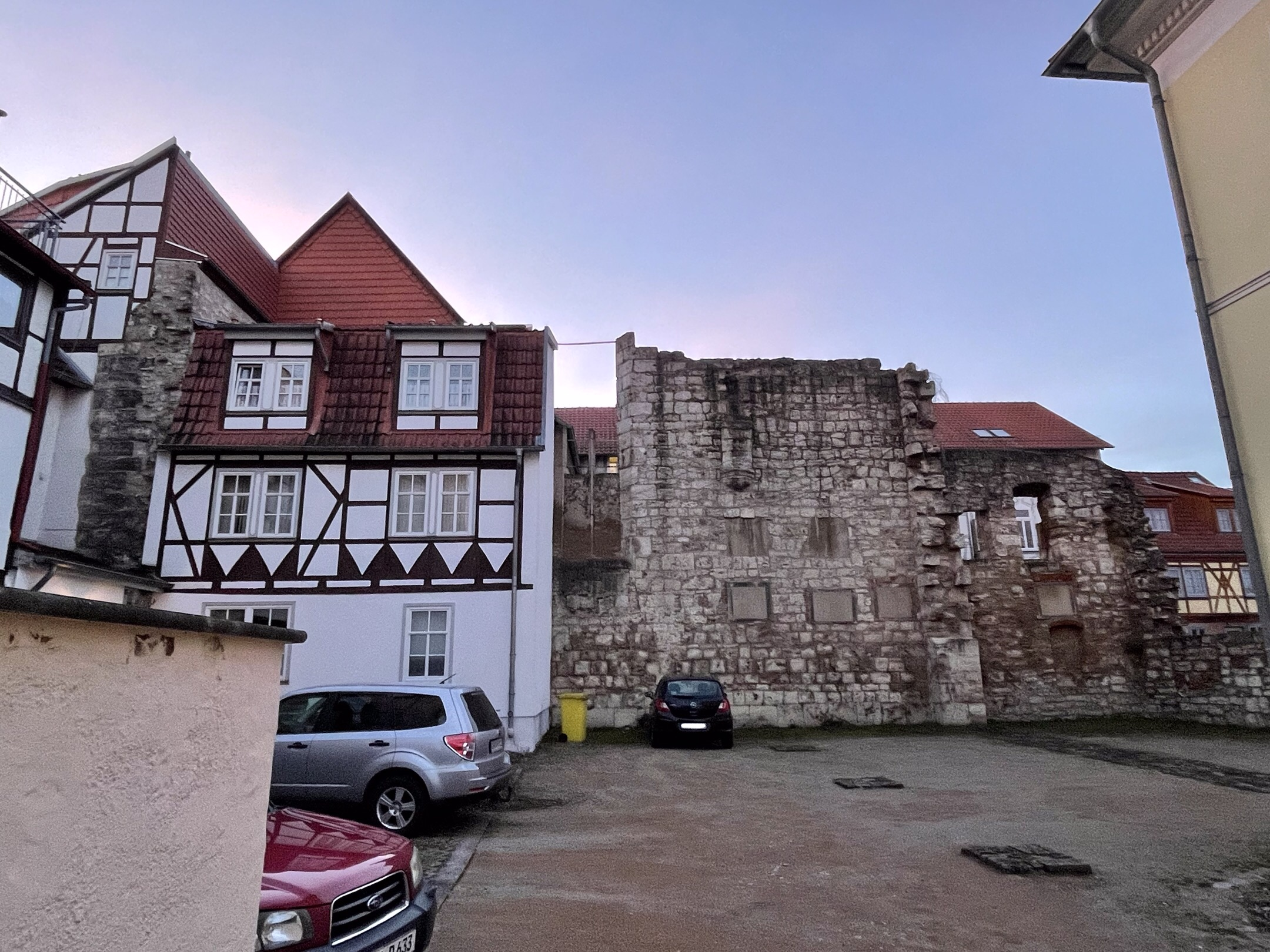
Kirchengelände Blick Richtung Westen

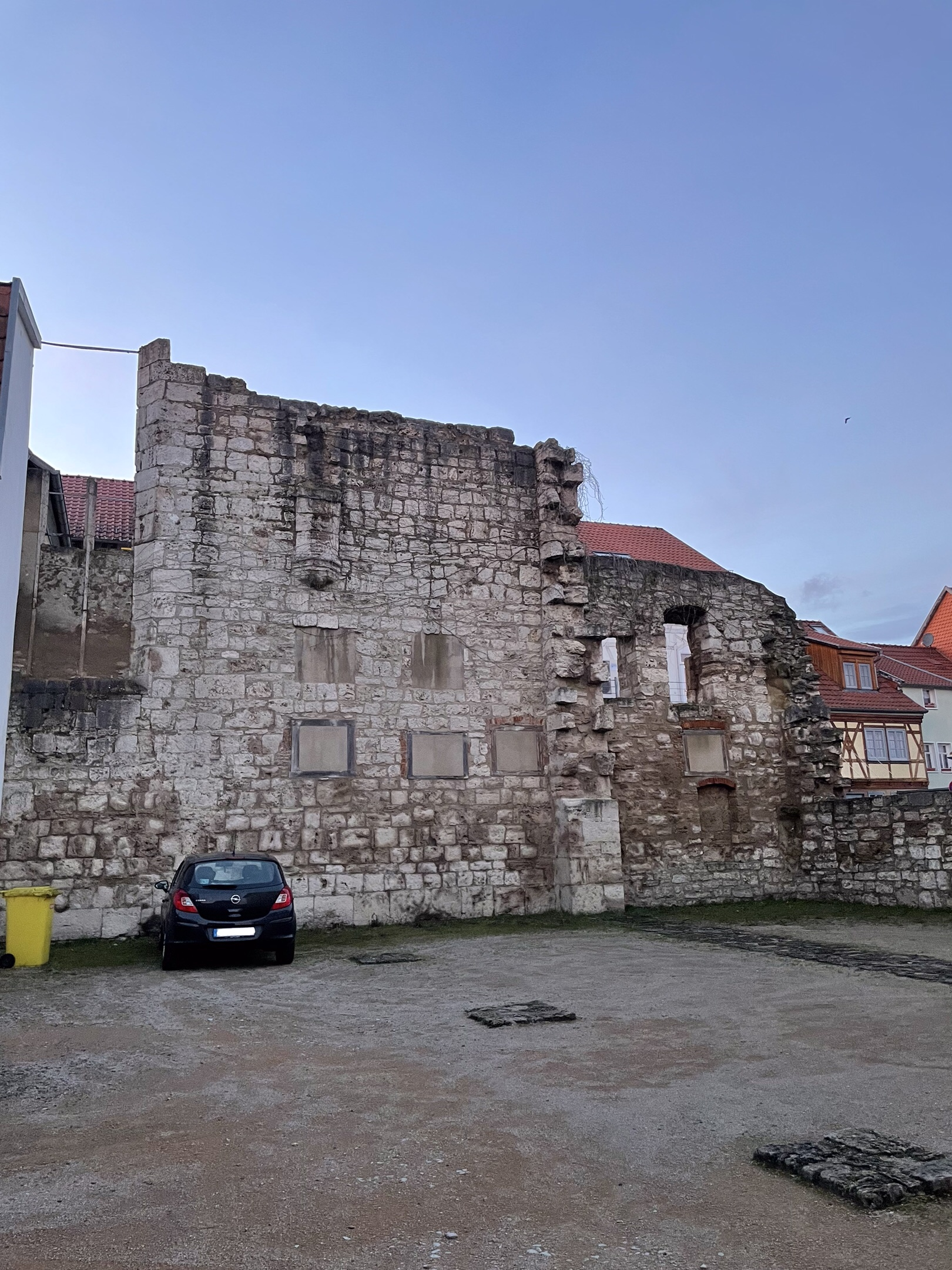
Westwand

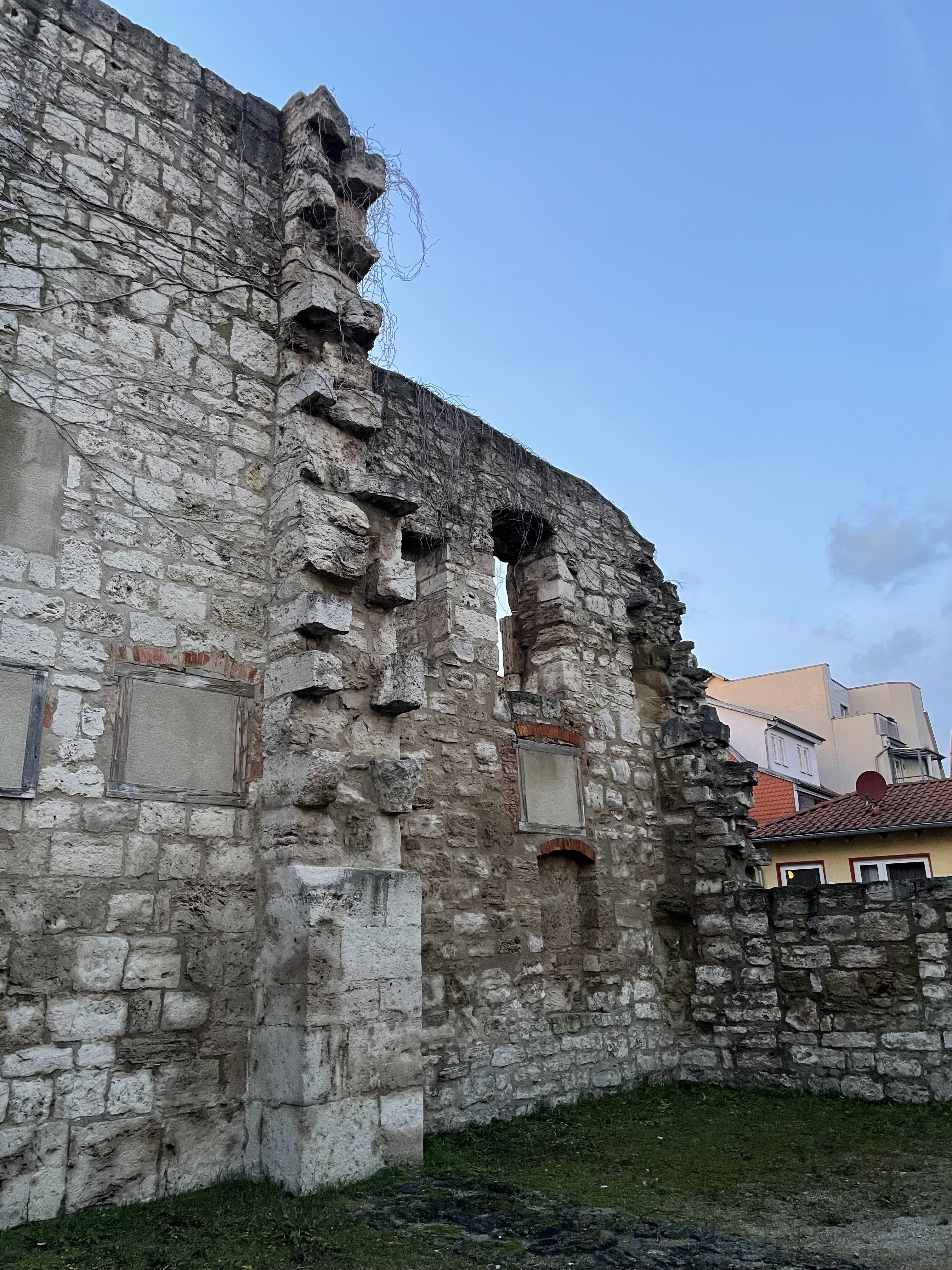
Seitenschiff, Übergang zu Klostergebäuden

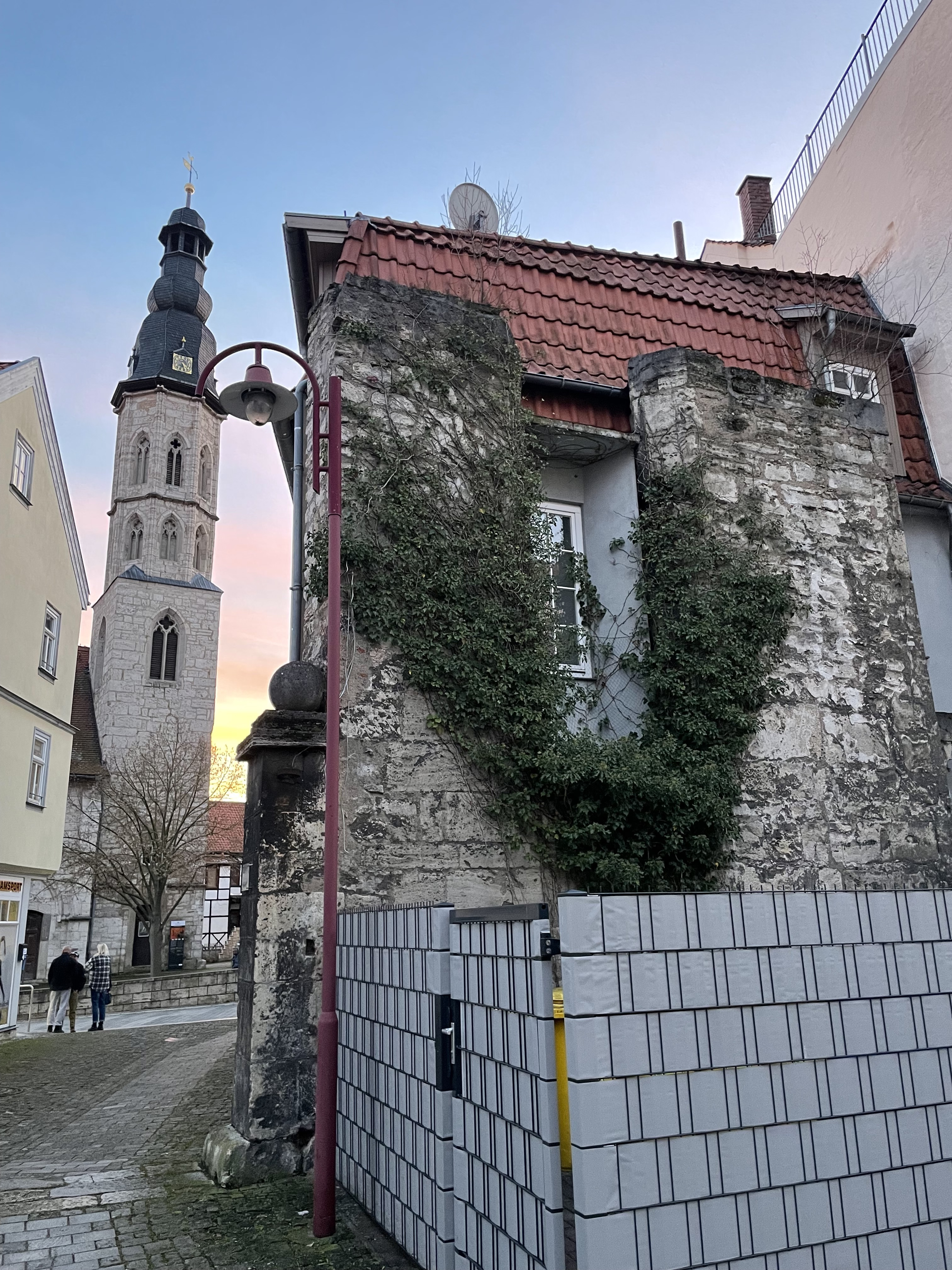
Reste der Südwand

Das Dominikanerkloster St. Peter und Paul  war ein Kloster des Dominikanerordens in Mühlhausen. Es bestand von 1289 bis zu seiner Aufhebung nach der Reformation im Jahr 1542.

## Lage
Das Kloster befand sich im nordöstlichen Teil der mittelalterlichen Reichsstadt. Es lag am Rand der nördlichen Stadtmauer kurz unterhalb dem Gelände der ehemaligen Reichsburg. Nach Norden war es durch die Mönchsgasse begrenzt, südlich schloss das Kloster an den Steinweg, die wichtigste Straße der Oberstadt, an. 

## Geschichte
Im heutigen nördlich/nordöstlichen Teil der Altstadt, insbesondere der Bereich zwischen Stätte und Hauptmannstraße, dürfte ursprünglich zum Vorburgbereich der Reichsburg gehört haben. Der Deutsche Ordensherr und spätere Bischof Christian von Mühlhausen verkaufte nach Niederlegung der Burg das frühere Königslehen an die Dominikaner. Diese gründeten dann 1289 auf dem Gelände das Dominikanerkloster und begannen sofort mit der Errichtung einer großen gotischen Klosterkirche. 
Der Bau der Predigerkirche (Ordo praedicatorum – Predigerorden – ist die offizielle Bezeichnung der Dominikaner) wurde 1348 vollendet. Sie war fortan der drittgrößte Sakralbau der Stadt. Sie beging die Kirchweihe am 2. Sonntag nach Pfingsten. 
1487 kam es infolge von Brandstiftung zu einem Brand in einem Wirtshaus am Obermarkt, der zur Folge hatte, dass das nordöstliche Viertel der Altstadt nahezu vollständig abbrannte. Dabei nahm neben der nahegelegenen Allerheiligenkirche auch das Dominikanerkloster erheblichen Schaden. 
Nach der Reformation wurde das Kloster 1542 aufgehoben und die Dominikaner verließen die Stadt. Teile des Klosters und der Kirche dienten als städtischer Bauhof, der Kirchhof wurde nach der Reformation als Pestfriedhof genutzt. Am 11. September 1689 brach der Große Stadtbrand in der Jakobistraße aus, erfasste jedoch durch den herrschenden Sturm bald die ganze Oberstadt. Dieser Brand beschädigte auch die zu dieser Zeit leerstehende und ungenutzte Predigerkirche erheblich. Der Sakralbau wurde nun als Steinbruch genutzt und Stück für Stück abgetragen. Erhalten blieben nur die Mauerteile, die den später errichteten anliegenden Bürgerhäusern als Mauern dienten und mit diesen fortan im Verbund standen. Diese spärlichen Reste lassen heute einen Schluss auf die einstmals prächtige Klosterkirche zu.

## Bauliches

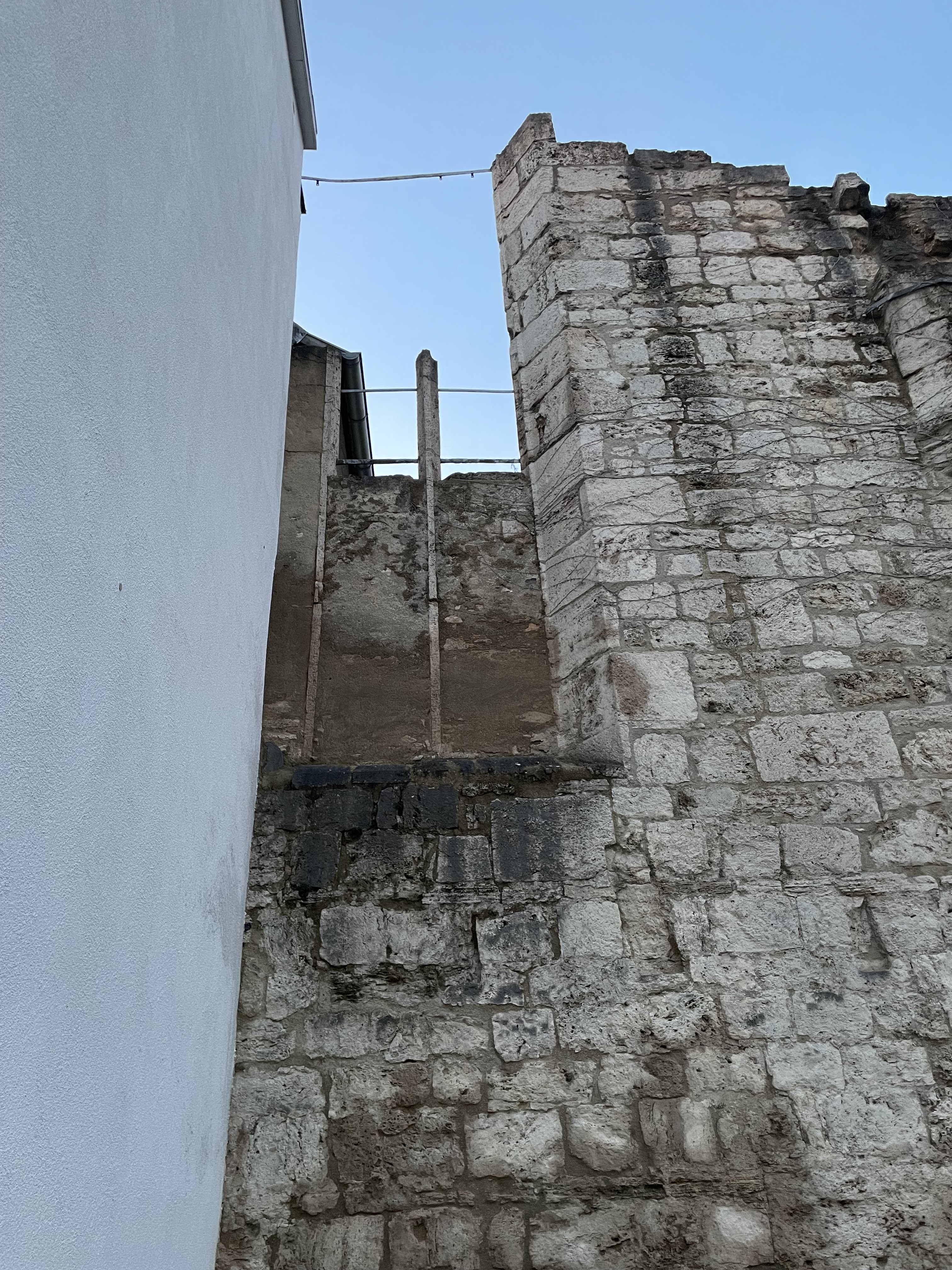
Westwand innen

Bei der Klosterkirche handelte es sich um eine dreischiffige Kirche von zehn Jochen im Stile der Gotik. An das Langhaus schloss sich ein einjochiger Chor mit polygonalem Abschluss an. Das Kloster lag baulich verbunden nördlich der Kirche. Die Südwand der Kirche war frei und durch elf einfache Strebepfeiler unterteilt. In jedem Wandfeld befand sich ein zweibahniges gotisches Spitzbogenfenster. Im sechsten Joch war ein spitzbogiges einfaches Portal eingelassen. Da die Kirche auf einer Darstellung in der „Topographisch-historische Beschreibung der Stadt Mühlhausen in Thüringen“ von Christian Gottlieb Altenburg aus 1824 mit einem durchgehenden Dach über dem Langhaus dargestellt wurde, ließe sich der Schluss auf eine Hallenkirche vergleichbar mit der Paulinerkirche in Göttingen treffen. Gleiches könnte aber auch für die Bauweise einer Pseudobasilika sprechen, wie man sie bis 1947 bei der Dominikanerkirche Jena antraf. Die Kirche war, wie für den Dominikanerorden typisch, ohne Turm ausgeführt und besaß nur einen kleinen Dachreiter. Dieser ist auch noch auf dem Merian-Stich von 1641/42 zu erkennen. 
Heute zeugen am Standort des Klosters nur noch spärliche Reste von der einstigen Größe. Es hat sich nur ein Teil der Westwand der Kirche erhalten. Darin erkennt man ein zweibahniges gotisches Fenster. Im Norden schließt sich unmittelbar an das Seitenschiff ein Rest der Klostergebäude an. Von der Südwand sind Reste in den an- bzw. eingebauten Wohngebäuden erkennbar, darunter auch ein Wandabschnitt mit Fenstergewänden. Von den Arkaden des nördlichen Seitenschiffs zeugen im Boden belassene Pfeilerfundamente und der Kämpfer des ersten Arkadenbogens an der westlichen Innenwand.